# Eriachne vesiculosa
Eriachne vesiculosa är en gräsart som beskrevs av Michael Lazarides. Eriachne vesiculosa ingår i släktet Eriachne och familjen gräs. Inga underarter finns listade i Catalogue of Life.